# Dichaetomyia nigriventris
Dichaetomyia nigriventris este o specie de muște din genul Dichaetomyia, familia Muscidae. A fost descrisă pentru prima dată de Stein în anul 1920. Conform Catalogue of Life specia Dichaetomyia nigriventris nu are subspecii cunoscute.